# خط بی‌ام‌تی آستوریا
خط بی‌ام‌تی آستوریا (انگلیسی: BMT Astoria Line) یکی از خط‌های متروی نیویورک سیتی در بخش کویینز است.
این خط که در سال ۱۹۱۷ تاسیس شده دارای ۷ ایستگاه است.

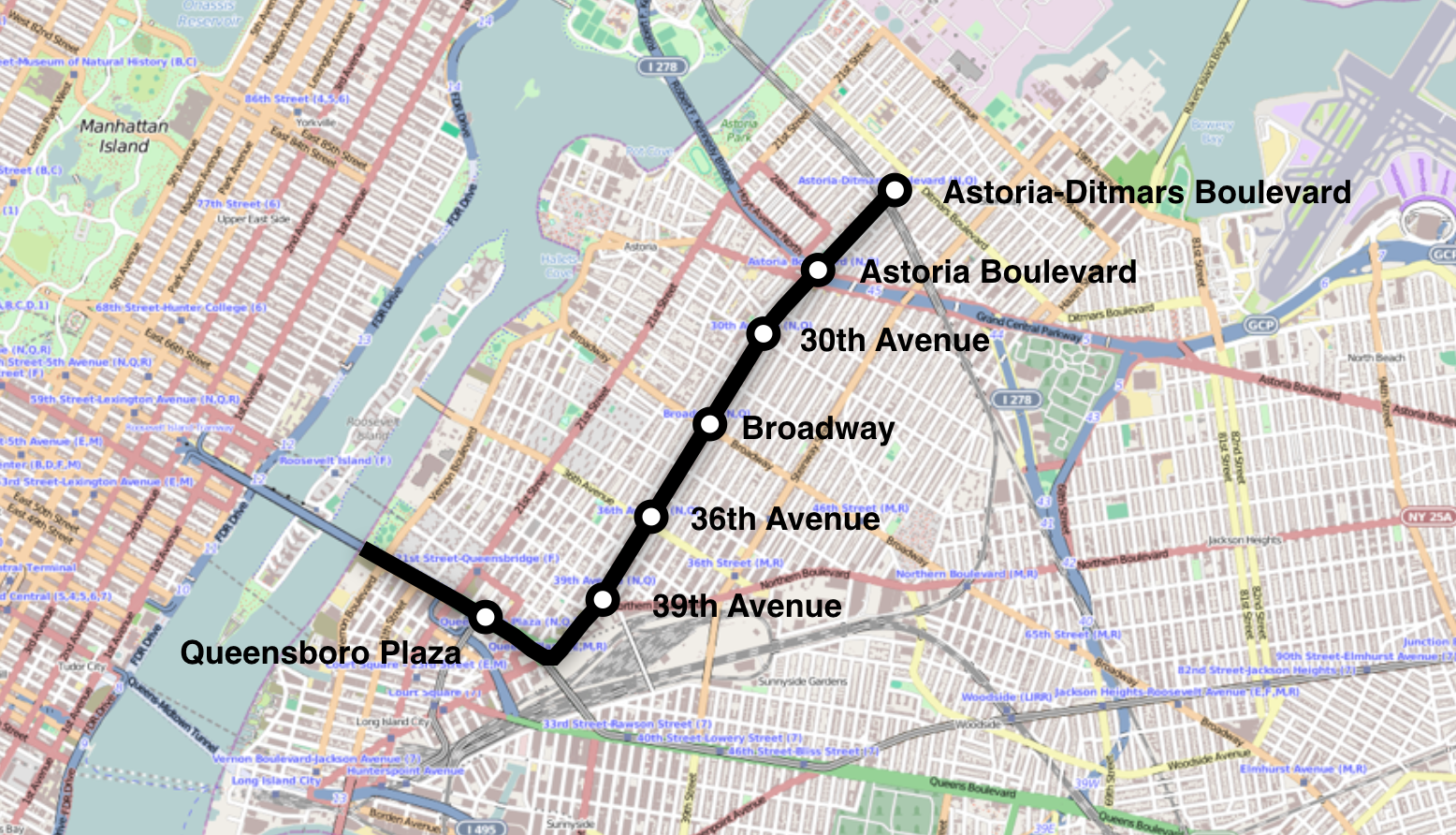
نقشه خط

## نگارخانه

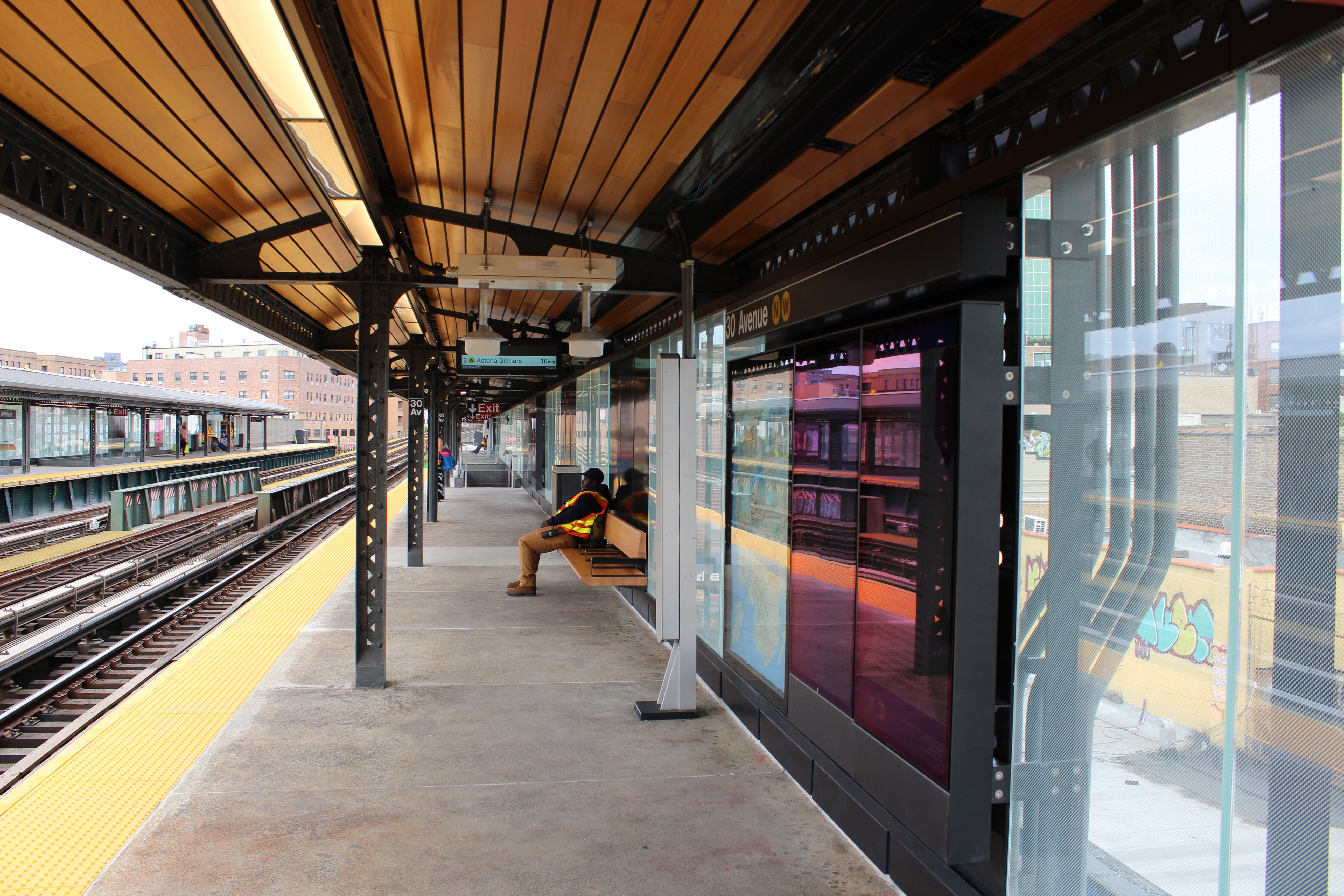
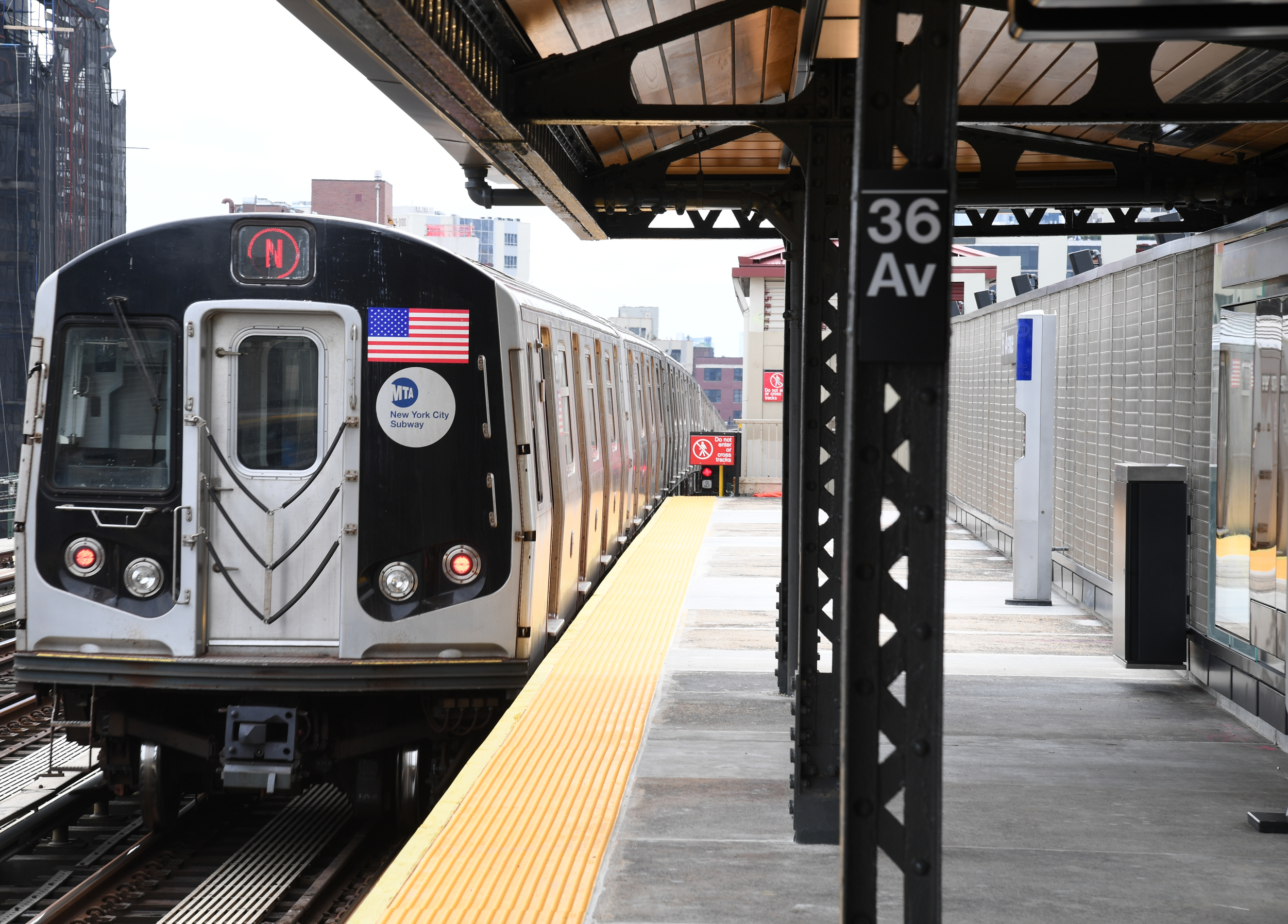
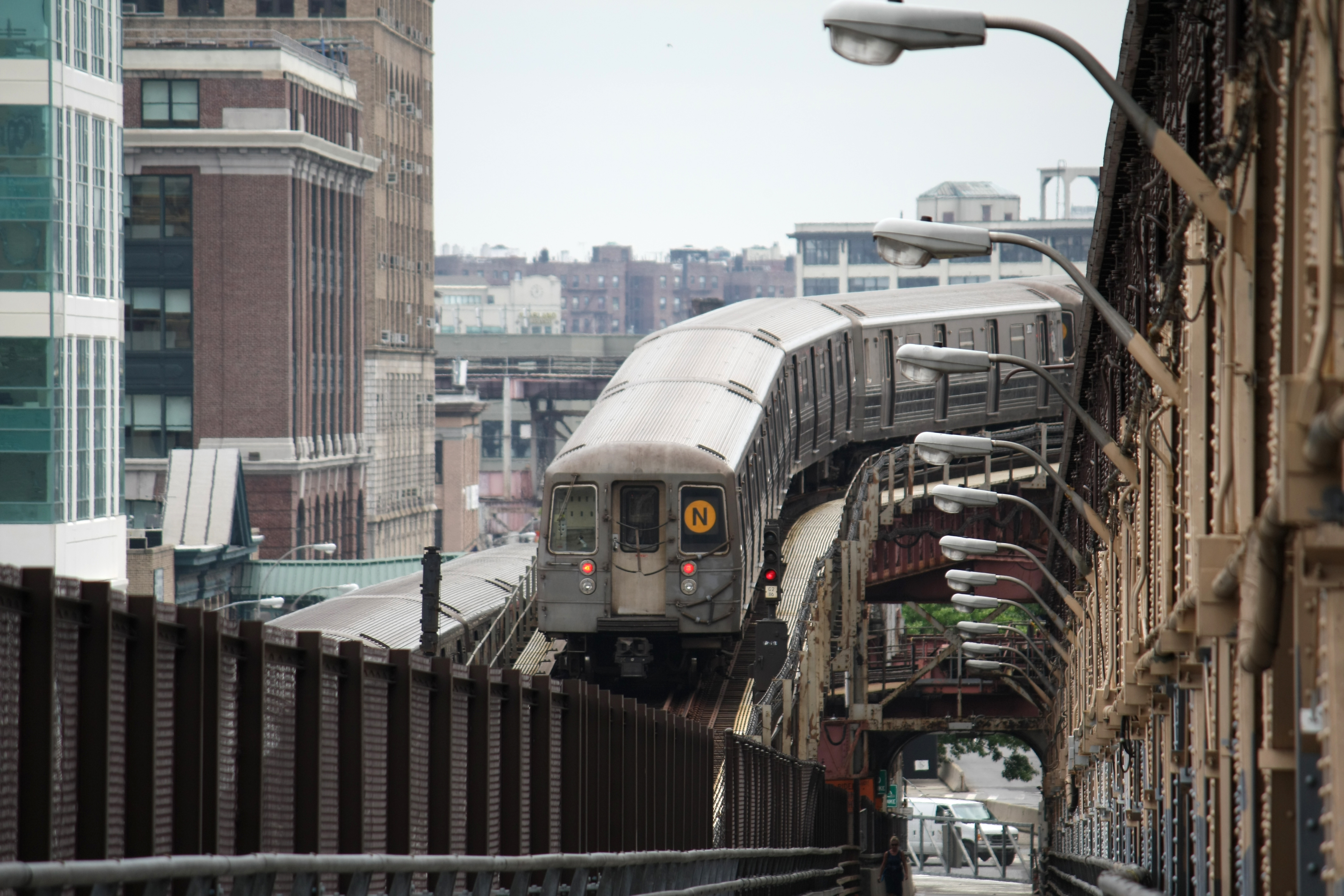